# Faul obustronny
Ten artykuł opisuje zagadnienie koszykarskie zgodne z normami FIBA.
Zasady w ligach NBA, NCAA lub innych mogą różnić się od tutaj przedstawionych.
Faul obustronny – sytuacja w koszykówce, w której dwaj zawodnicy przeciwnych drużyn popełniają w tym samym czasie na sobie wzajemnie faule osobiste. Faul obustronny można ogłosić także wtedy, gdy decyzje sędziów dotyczące zetknięcia przeciwników są przeciwne - tzn. jeden sędzia uważa, że faul osobisty popełnił zawodnik drużyny A, a drugi sędzia uważa, że faul osobisty popełnił zawodnik drużyny B.
Za faul obustronny nie przyznaje się rzutów wolnych. Drużyna, która była w posiadaniu piłki podczas faulu obustronnego, otrzymuje ją do wprowadzenia z autu możliwie najbliżej miejsca naruszenia przepisów. Jeśli żadna z drużyn nie była w posiadaniu piłki podczas faulu obustronnego, następuje sytuacja rzutu sędziowskiego. Jeżeli podczas faulu obustronnego miał miejsce celny rzut, to punkty zostają zaliczone, a drużyna przeciwna otrzymuje piłkę do wprowadzenia z linii końcowej boiska.
Do protokołu meczu każdemu z zawodników popełniających faul obustronny wpisuje się faul osobisty przy pomocy litery „P”. 
Sędzia sygnalizuje popełnienie faulu obustronnego poprzez wykonywanie krzyżujących się nad głową ruchów rąk z zaciśniętymi pięściami.